# Carol al II-lea, Duce de Braunschweig-Wolfenbüttel
Carol Wilhelm Ferdinand (în germană Karl Wilhelm Ferdinand, Fürst und Herzog von Braunschweig-Wolfenbüttel) (n. 9 octombrie 1735 – d. 10 noiembrie 1806), Duce de Braunschweig-Wolfenbüttel, a fost un prinț suveran al Sfântului Imperiu Romano-German și un soldat profesionist care a servit ca feldmareșal al Reagatului Prusiei. Născut la Wolfenbüttel, Germania, a fost Duce de Braunschweig-Wolfenbüttel din 1780 până la moartea sa. S-a căsătorit cu Prințesa Augusta a Marii Britanii care era sora regelui George al III-lea al Marii Britanii.
1. ↑  „Carol al II-lea, Duce de Braunschweig-Wolfenbüttel”, Gemeinsame Normdatei, accesat în 2 aprilie 2015
2. ↑  Czech National Authority Database, accesat în 1 martie 2022